# Bassi (cognome)
Bassi è un cognome di lingua italiana.

## Varianti
Basciani, Basciano, Bascio, Bassano, Bassetti, Bassetto, Bassich, Bassini, Bassino, Basso, Bassoli, Bassolini, Bassolino, Bassoni, Bassotti, Bassotto, Bassu, Lo Bascio, Lobascio, Lovascio.

## Origine e diffusione
Cognome decisamente panitaliano, è presente prevalentemente nel nord Italia.
Potrebbe derivare dal cognomen latino Bassus, poi diventato il prenome Basso, o dalla bassa statura del capostipite. In alcuni casi, specialmente in Trentino, è da ricondursi invece al Santuario della Madonna delle Laste di Trento, in cui il cognome fu sovente usato per i trovatelli.
In Italia conta circa 5357 presenze.
La variante Bassino è tipica del torinese; Bassich è friulano e veneziano; Bascio, Basciano, Lo Bascio, Lobascio e Lovascio sono comuni al Sud; Basso compare significativamente in Piemonte, Lombardia, Veneto, Puglia, Lazio, Campania e Sicilia; Bassoli è delle province di Reggio Emilia, Modena e Mantova; Bassolini è tipico di Nave; Bassolino è tipicamente afragolano; Bassoni è panitaliano; Bassotti è prevalentemente romano, con ceppi anche a Jesi, Ancona, Mondolfo e Fano; Bassotto compare al Nord; Bassini è tipico del bresciano e bolognese, con ceppi anche a Arezzo e Perugia; Bassetti è milanese, trentino, umbro e romano; Basciani è romano e abruzzese.

## Persone
- Andrea Bassi, allenatore di calcio italiano
- Antonio Bassi, scultore italiano
- Pietro Bassi, fisico italiano